# 캐나다의 부총독
캐나다의 부총독(영어: Lieutenant Governor of Canada 프랑스어: lieutenant-gouverneur (남) / lieutenant-gouverneure (여))은 캐나다에서 국왕이자 공식적인 국가원수인 찰스 3세의 대표이다. 연방 총독과 달리 캐나다의 각 10개의 주에 대표한다. 하지만 캐나다의 3개의 준주는 부총독 대신 준주장(영어: Commissioner)이 부총독과 비슷한 역할을 수행한다.

## 같이 보기
- 캐나다의 군주제
- 캐나다의 총독